# Раппель, Йоэль
Йоэль Раппель (англ. Yoel Rappel; род. 4 октября 1946, Явне, Подмандатная Палестина) — американский ученый-историк, писатель, доктор наук. Основатель и директор архива Эли Визеля в Бостонском университете. Автор 32 книг. Старший научный сотрудник в Институте Иудейских исследований им. Эли Визеля. Член Международного наблюдательного комитета Лимуд FSU. Модератор международных конференций по Холокосту, куратор выставок. Ведущий еженедельной радиопередачи на израильской национальной радиостанции (более 45 лет).

## Биография
Йоэль Раппель родился 4 октября 1946 года в кибуце Явне (в Палестине, ныне Израиль) в семье профессора и раввина эмигрировавшего из Польши. Он получил степень бакалавра в области истории и политологии в Университете имени Бар-Илана, степень магистра еврейских исследований в Американской раввинской семинарии в Бостоне, а также степень доктора философии в Бостонском университете.
Раппель изучает историю еврейского народа, издал более трех десятков книг, преподавал в колледже Бейт-Берл, в Институте Авшалом, в Открытом университете и других институтах.
16-17 мая 2016 года в Академии наук Латвии модерировал Четвертую международную конференцию «Музеи и мемориальные места Холокоста в пост-коммунистических странах: вызовы и возможности». 2-4 сентября 2016 года принял участие в Международной еврейской культурно-образовательной конференции «Лимуд. Волга-Урал». 23 января 2017 года в Киеве провел экскурсию по выставке, посвященная лауреату Нобелевской премии мира Эли Визелю.

## Избранные публикации
- Hasidim: The Trees Still Bloom. — Adama Books, 1987. — 116 с. — ISBN 9780915361885.
- Yearning for the Holy Land : Hasidic Tales of Israel. — Adama Books, 1987. — 176 с. — ISBN 9780915361861.
- אטלס 2000: אלפיים שנות היסטוריה. — Adama Books, 1999. — 196 с. — ISBN 9789654486460.
- The Convergence of Politics and Prayer: Jewish Prayers for the Government and the State of Israel. — Academic Studies Press, 2016. — 216 с. — ISBN 9781618112507.